# ساتوشي ناكاياما
ساتوشي ناكاياما (باليابانية: 中山 悟志) (7 نوفمبر 1981 في ميازاكي في اليابان – )؛ هو لاعب كرة قدم ياباني سابق كان يلعب كمهاجم.

## وصلات خارجية
- ساتوشي ناكاياما على موقع رابطة كرة القدم اليابانية للمحترفين (اليابانية)
- ساتوشي ناكاياما على موقع قاعدة بيانات كرة القدم.إي يو (الإنجليزية)
- ساتوشي ناكاياما على موقع Soccerway.com (الإنجليزية)
- ساتوشي ناكاياما على موقع عالم كرة القدم.نت (الإنجليزية)